# Ólom(II)-kromát
Az ólom(II)-kromát vagy ólom-kromát egy szervetlen vegyület, az ólom krómsavas sója. A képlete PbCrO4. Sárga színű, por alakú szilárd anyag. Vízben gyakorlatilag oldhatatlan. Mérgező hatású.

## Kémiai tulajdonságai
Nátrium-hidroxid- vagy kálium-hidroxid-oldatban feloldódik, ekkor kromát és plumbit keletkezik. Ha az ólom-kromátot nátrium-hidroxiddal főzik, akkor vörös színű csapadék alakjában krómvörös képződik, ami lényegében bázisos ólom-kromát (PbCrO4 · PbO vagy PbCrO4 · Pb(OH)2).

## Előfordulása a természetben

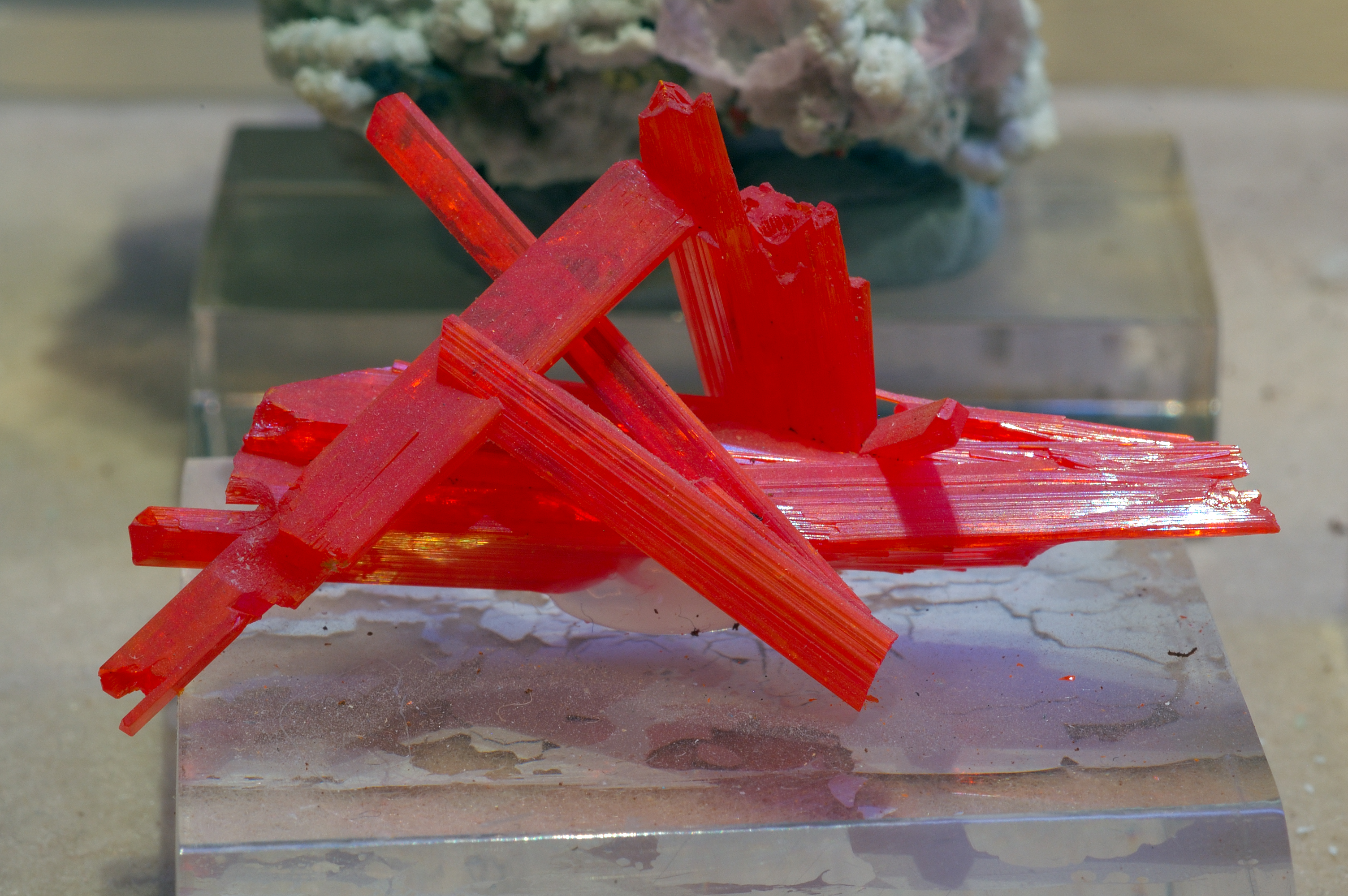
Krokoit

A természetben a vörös ólomérc vagy más néven krokoit nevű ásványként található meg. Ez az ásvány monoklin szerkezetű, tű alakú kristályokat alkot.

## Előállítása
Az ólom(II)-kromát ólom(II)-nitrát oldatból állítható elő kálium-kromát hozzáadásával. Ekkor az ólom-kromát csapadék formájában válik le.
{\displaystyle \mathrm {Pb(NO_{3})_{2}+K_{2}CrO_{4}\rightarrow PbCrO_{4}+2KNO_{3}} }

## Felhasználása

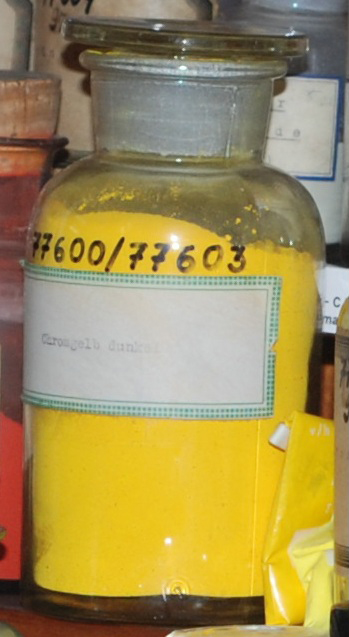
Ólom(II)-kromát, historical dye collection of the Technical University of Dresden, Germany

Az ólom-kromátot fa pácolására, illetve pigmentek előállítására használják. Festékként alkalmazzák krómsárga néven. Készül belőle vörösessárga színű pigment is, ez bázisos ólom-kromátot tartalmaz.